# Línea M6 (Metropolitano Segovia)
La línea Metropolitano Segovia M6 de la red de autobuses de Transporte Metropolitano de Segovia, une el Acueducto de Segovia con el municipio de Torrecaballeros, parando a su paso por varios pueblos del Alfoz de Segovia. La línea comparte todo su recorrido con la línea Metropolitano Segovia M6* pero esta pasa también por Palazuelos de Eresma y Tabanera del Monte.

## Recorrido

### Dirección Torrecaballeros
La línea inicia su recorrido en el Acueducto de Segovia, continuando por la carretera SG-V-6123 y después la SG-P-6121 realizando en su recorrido las siguientes paradas:
| Ubicación                      | Parada común con:           | Localidad                |
| ------------------------------ | --------------------------- | ------------------------ |
| Vía Roma, Acueducto            | M6* 1 2 3 4 5 7 8 9 10 11 B | Segovia                  |
| Vía Roma, 68, Delicias         | M6* 2 4 B                   | Segovia                  |
| Carretera de Trescasas, 13     | M6*                         | San Cristóbal de Segovia |
| Carretera de Trescasas, 18     | M6*                         | San Cristóbal de Segovia |
| Carretera de Trescasas, 60     | M6*                         | San Cristóbal de Segovia |
| Calle Real de Sonsoto          | M6*                         | Sonsoto                  |
| Calle Real de Sonsoto          | M6*                         | Sonsoto                  |
| Calle Real de Trescasas        | M6*                         | Trescasas                |
| Calle Real de Trescasas        | M6*                         | Trescasas                |
| SG-V-6124, 1                   | M6*                         | Cabanillas del Monte     |
| Carretera de San Ildefonso, 16 | M6* M5                      | Torrecaballeros          |
| Carretera de Soria             | M6* M5 VACL-124             | Torrecaballeros          |
| Carretera de Turégano, 15      | M6* M5                      | La Aldehuela             |

### Dirección Segovia
Inicia el trayecto en Torrecaballeros, continuando por la carretera SG-P-6121 y después la SG-V-6123 realizando en su recorrido las siguientes paradas:
| Ubicación                      | Parada común con:           | Municipio                |
| ------------------------------ | --------------------------- | ------------------------ |
| Carretera de Turégano, 15      | M6* M5                      | La Aldehuela             |
| Carretera de Soria             | M6* M5 VACL-124             | Torrecaballeros          |
| Carretera de San Ildefonso, 17 | M6* M5                      | Torrecaballeros          |
| SG-V-6124, 1                   | M6*                         | Cabanillas del Monte     |
| Calle Real de Trescasas        | M6*                         | Trescasas                |
| Calle Real de Trescasas        | M6*                         | Trescasas                |
| Calle Real de Sonsoto          | M6*                         | Sonsoto                  |
| Calle Real de Sonsoto          | M6*                         | Sonsoto                  |
| Carretera de Trescasas, 71     | M6*                         | San Cristóbal de Segovia |
| Carretera de Trescasas, 23     | M6*                         | San Cristóbal de Segovia |
| Carretera de Trescasas, 12     | M6*                         | San Cristóbal de Segovia |
| Vía Roma, 37, Delicias         | M6* 4 B                     | Segovia                  |
| Vía Roma, Acueducto            | M6* 1 2 3 4 5 7 8 9 10 11 B | Segovia                  |

## Tarifas

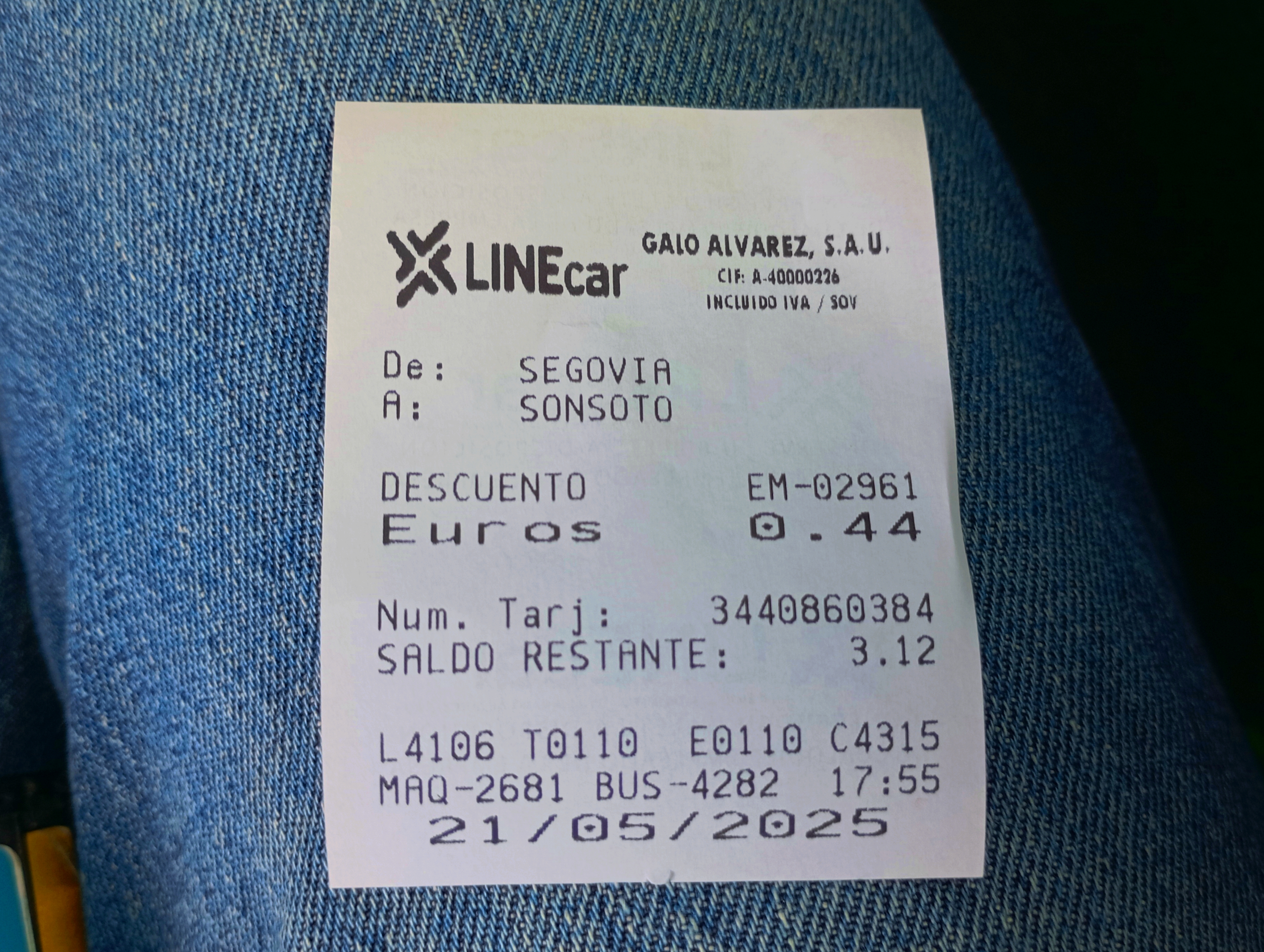
Billete del TMS perteneciente a la línea M6 desde Segovia hasta Sonsoto pagado con un abono de tarjeta monedero de Linecar

| Sencillo | Con bono |
| -------- | -------- |
| 1.80 €   | 0.44 €   |